# Dave Loebsack
David Wayne "Dave" Loebsack, född 23 december 1952 i Sioux City, Iowa, är en amerikansk demokratisk politiker. Han representerade delstaten Iowas andra distrikt i USA:s representanthus 2007–2021.
Loebsack avlade 1974 kandidatexamen vid Iowa State University och två år senare masterexamen vid samma universitet. Han avlade 1985 doktorsexamen vid University of California, Davis. Han arbetade därefter som professor i statsvetenskap vid Cornell College i Iowa.
Loebsack besegrade sittande kongressledamoten Jim Leach i kongressvalet i USA 2006. Republikanen Leach hade suttit i representanthuset i trettio år.
Den 12 april 2019 meddelade Loebsack att han inte skulle söka omval för ytterligare en mandatperiod.